# 2K Czech
2K Czech (Anteriormente conocido como Illusion Softworks) es la compañía de desarrollo de videojuegos situada en Brno y Praga, República Checa. La compañía se centra más en los shooters en primera persona y juegos en tercera persona. Desde su fundación en 1997 hasta que fue comprado por Kush Games (una filial de Take-Two Interactive) pasaron diez años. Sus dueños y gerentes clave fueron Petr Vochozka y Jan Kudera. En septiembre de 2008, la compañía pasó a llamarse 2K Czech. A partir de noviembre de 2003, la desarrolladora tenía alrededor de 170 empleados.

## Historia
Uno de los primeros objetivos de Illusion Softworks fue el desarrollo de juegos para PC y consolas (PlayStation, Dreamcast, Xbox, etc) el primer juego conocido fue Hidden & Dangerous en 1999 - juego de acción táctica, donde el jugador toma el control de un hombre al servicio británico cuya misión es la ejecución de un número importante de sabotajes y / o campañas de rescate durante la Segunda Guerra Mundial. Este juego también representa el comienzo de la cooperación con el mundo editorial de Take-Two Interactive. Su primer juego en 3D no fue tan famoso Flying Heroes, que contó con la acción de espectaculares duelos en el aire. En este juego de Illusion Softworks presenta un nuevo motor 3D llamado ptero-Engine (el juego fue desarrollado en conjunto con la compañía de Pterodon). Illusion Softworks utilizó su propio motor 3D llamado LS3D para su obra maestra Mafia: The City of Lost Heaven, que fue lanzado por primera vez en 2002. El juego reunió un gran éxito de crítica y fue reconocido como el mejor juego sobre la mafia debido a su trama original y revolucionaria dentro de las capacidades del juego. En 2003, Illusion Softworks lanzó dos juegos. Uno fue un videojuego de disparos en primera persona llamado Vietcong y ambientado en la Guerra de Vietnam que había sido desarrollado junto con Pterodon utilizando su mejorado motor nombrado ptero-Engine II y el otro fue la continuación con éxito de las aventuras de un equipo de SAS durante la Segunda Guerra Mundial: Hidden & Dangerous 2, utilizando esta vez el motor LS3D. La secuela oficial de Vietcong, llamado Vietcong 2 fue lanzado en 2005 (En colaboración con Pterodon). En el 2008 cambiaron el nombre a 2K Czec. En septiembre de 2010, se publicó la largamente esperada secuela de Mafia: The City of Lost Heaven, Mafia II, y desarrollaron 3 contenidos descargables: The Betrayal Of Jimmy (Exclusivo temporal de PS3), Jimmy's Vendetta y Joe's Adventures. También estaban trabajando en un videojuego de disparos en primera persona llamada Enemy in Sight, que fue cancelado. 
Otro juego, menos conocido desarrollado por Illusion Softworks es Lurid Land (lanzado 30 de marzo de 1998), un juego de plataformas y puzles.
Silver Wish Games era una división de Illusion Softworks. Fue establecida en 2000 y cerrada a principios de 2005.